# Uelands gate

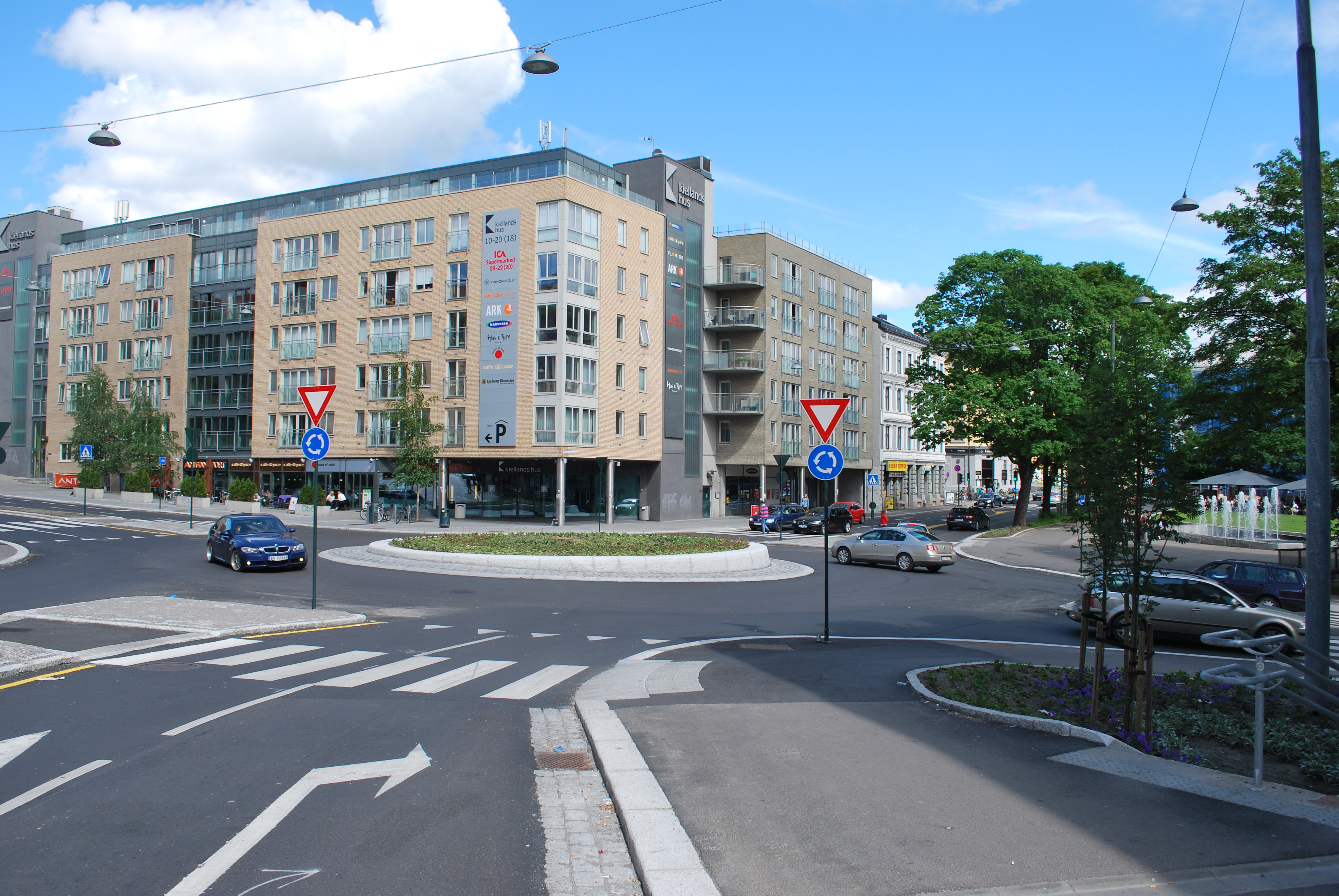
Uelands gate nördlich des Alexander Kiellands plass

Die Uelands gate ist eine Straße in der norwegischen Hauptstadt Oslo. Die Straße liegt größtenteils auf der Grenze zwischen den Stadtteilen St. Hanshaugen und Sagene und gilt auch als Grenze zwischen dem Westen und Osten der Stadt.

## Lage und Verlauf

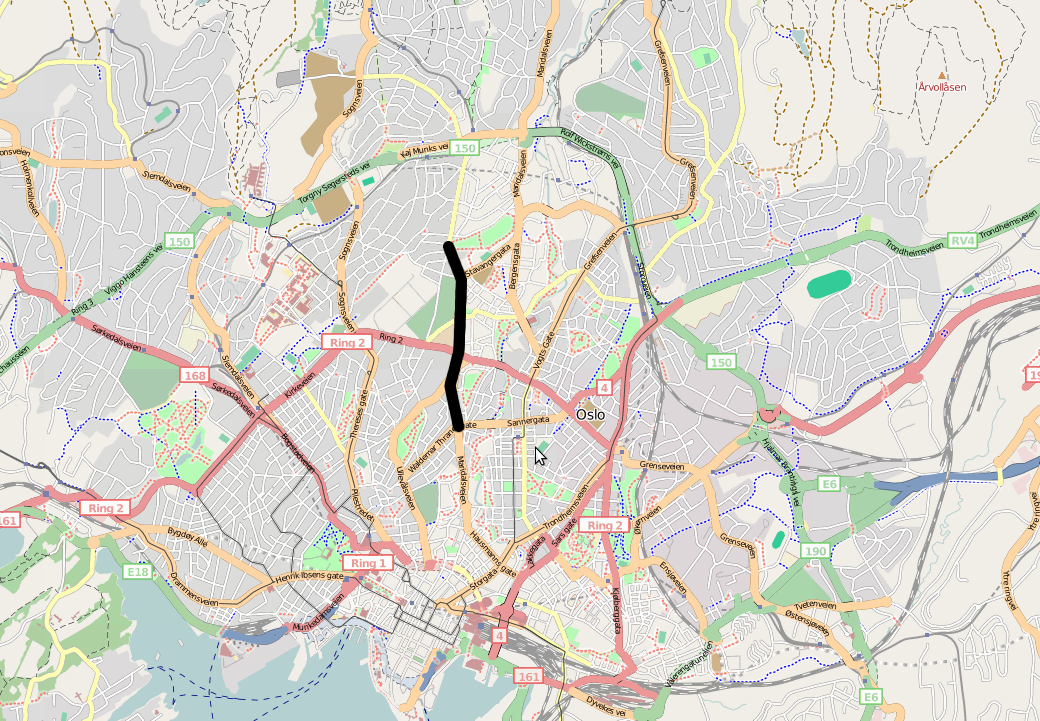
Uelands gate (Stand: 2008)

Die Uelands gate beginnt im Süden auf Höhe des Alexander Kiellands plass. Dort mündet die Uelands gate in den Maridalsveien. Entlang des Platzes im Stadtviertel Ila bildet die Straße die Grenze zwischen dem Stadtteil St. Hanshaugen im Westen und Grünerløkka im Osten. Im Norden des Alexander Kiellands plass kreuzt die Waldemar Thranes gate die Uelands gate. Nördlich der Waldemar Thranes gate liegt Uelands gate auf der Grenze zwischen den Stadtteilen St. Hanshaugen und Sagene. In diesem Bereich wird die Uelands gate unter anderem von der Colletts gate sowie vom Ring 2 gekreuzt. Der nördlichste Teil der Straße bildet die Grenze zwischen Nordre Aker und Sagene. Im Norden endet die Uelands gate an einer Kreuzung, an der die Tåsen allé, der Tåsenveien sowie der Biskop Heuchs vei zusammenlaufen.
Die Uelands gate verläuft etwas westlich der Akerselva. Sowohl der Akerselva als auch der Uelands gate wird zugeschrieben, die Grenze zwischen West- und Ost-Oslo und damit zwischen dem wirtschaftlich besser gestellten Westen und dem schlechter gestellten Osten der Stadt zu sein.

## Name
Die Straße wurde im Jahr 1879 nach Ole Gabriel Ueland benannt. Ueland war von 1833 bis 1869 Abgeordneter im Storting.